# 馬任加鱷科

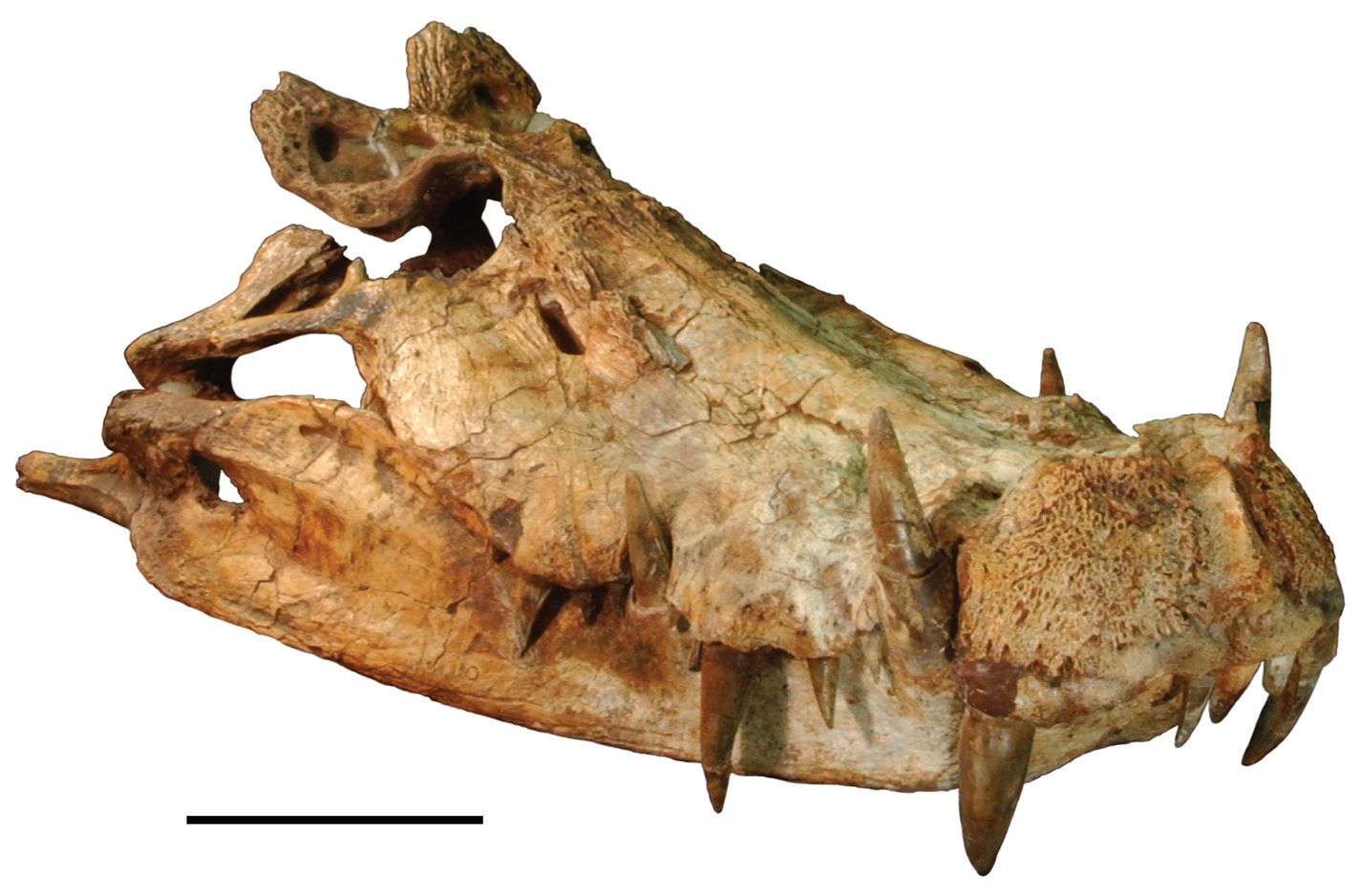
野豬鱷的頭顱骨

馬任加鱷科（Mahajangasuchidae）是鱷形超目诺托鳄类的一科，目前包含兩屬：馬任加鱷、Kaprosuchus，都生存於白堊紀晚期的南方各大陸。馬任加鱷科的鑑定特徵有：鼻骨癒合、頜部關節的位置低於前上頜骨的牙齒齒列、下頜聯合處縱深、鱗狀骨與頂骨接合處形成角狀的後背突。
馬任加鱷科的定義是：包含馬任加鱷在內，但不包含諾托鱷、獅鼻鱷、阿拉利坡鱷、波羅鱷、佩羅鱷、稜角鱗鱷、大頭鱷、尼羅鱷在內的最大演化支。

## 外部連結
- ZooBank （页面存档备份，存于）